# Leon Kaiser
Leon Reinhard Kaiser (6 de enero de 2000) es un deportista alemán que compite en ciclismo de montaña en la disciplina de campo a través.
Ganó dos medallas en el Campeonato Mundial de Ciclismo de Montaña, plata en 2018 y bronce en 2021, y tres medallas de bronce en el Campeonato Europeo de Ciclismo de Montaña entre los años 2021 y 2025.

## Medallero internacional
| Campeonato Mundial | Campeonato Mundial   | Campeonato Mundial | Campeonato Mundial         |
| Año                | Lugar                | Medalla            | Competición                |
| ------------------ | -------------------- | ------------------ | -------------------------- |
| 2018               | Lenzerheide (Suiza)  | Medalla de plata   | Campo a través por relevos |
| 2021               | Val di Sole (Italia) | Medalla de bronce  | Campo a través por relevos |
| Campeonato Europeo |                      |                    |                            |
| Año                | Lugar                | Medalla            | Competición                |
| 2021               | Novi Sad (Serbia)    | Medalla de bronce  | Campo a través por relevos |
| 2022               | Anadia (Portugal)    | Medalla de bronce  | Campo a través por relevos |
| 2025               | Melgaço (Portugal)   | Medalla de bronce  | Campo a través por relevos |